# Ruine Lichtenstein (Neufra)
Die Ruine Lichtenstein ist die Ruine einer Höhenburg bei Neufra im Landkreis Sigmaringen in Baden-Württemberg, Deutschland. Die Doppelburg gliedert sich in die Vorderlichtenstein, auch Bubenhofen genannt, und die Hinterlichtenstein.

## Geographische Lage
Die Burgruinen Vorder- und Hinterlichtenstein liegen zwischen Neufra und Gauselfingen  auf der rechten Seite über dem Fehlatal. Dort erhebt sich ein, nach Westen gerichteter, bewaldeter Bergkamm, auf ihm liegen die Vorderlichtenstein und etwa 500 m westlich davon die Hinterlichtenstein. Die Vorderlichteinstein liegt auf rund 845 Meter, die Hinterlichtenstein unwesentlich höher auf 849,5 Meter über Normalnull. Südlich der Burgruinen befindet sich das stark abschüssige Gewann „Burghalde“.

## Beschreibung
Die Burganlage gliedert sich in die Vorderlichtenstein, auch Bubenhofen genannt, und die Hinterlichtenstein.

### Burg Hinterlichtenstein
Die frei zugängliche Ruine der Burganlage hatte eine Ost-West-Ausrichtung.
Von der einstigen Kernburg der Hinterlichtenstein erhielten sich Reste des Bergfriedes, der auch heute noch auf einem Fels thronend die Ruine dominiert. Im Westen waren der Burg ein Wall und ein äußerer Graben vorgelagert, hinter dem sich der Hauptgraben anschloss. Er schütze zudem den Palas, dessen Mauerreste dahinter emporragen.
Im Süden etwas unterhalb der Kernburg lag die einstige Vorburg.
Aus dem Osten her, von Vorderlichtenstein, führt ein neuzeitlicher Aufgang durch die mögliche Lage eines Gebäudes der Kernburg zu der Ruine. Südlich davon war der ehemalige Aufgang mittels Rampe. Der Zugang zum Burghof erfolgte über ein sich der Rampe anschließender Torturm. Im Norden der Anlage kann ein Zwischengebäude ausgemacht werden, das über eine Art Terrasse verfügt.

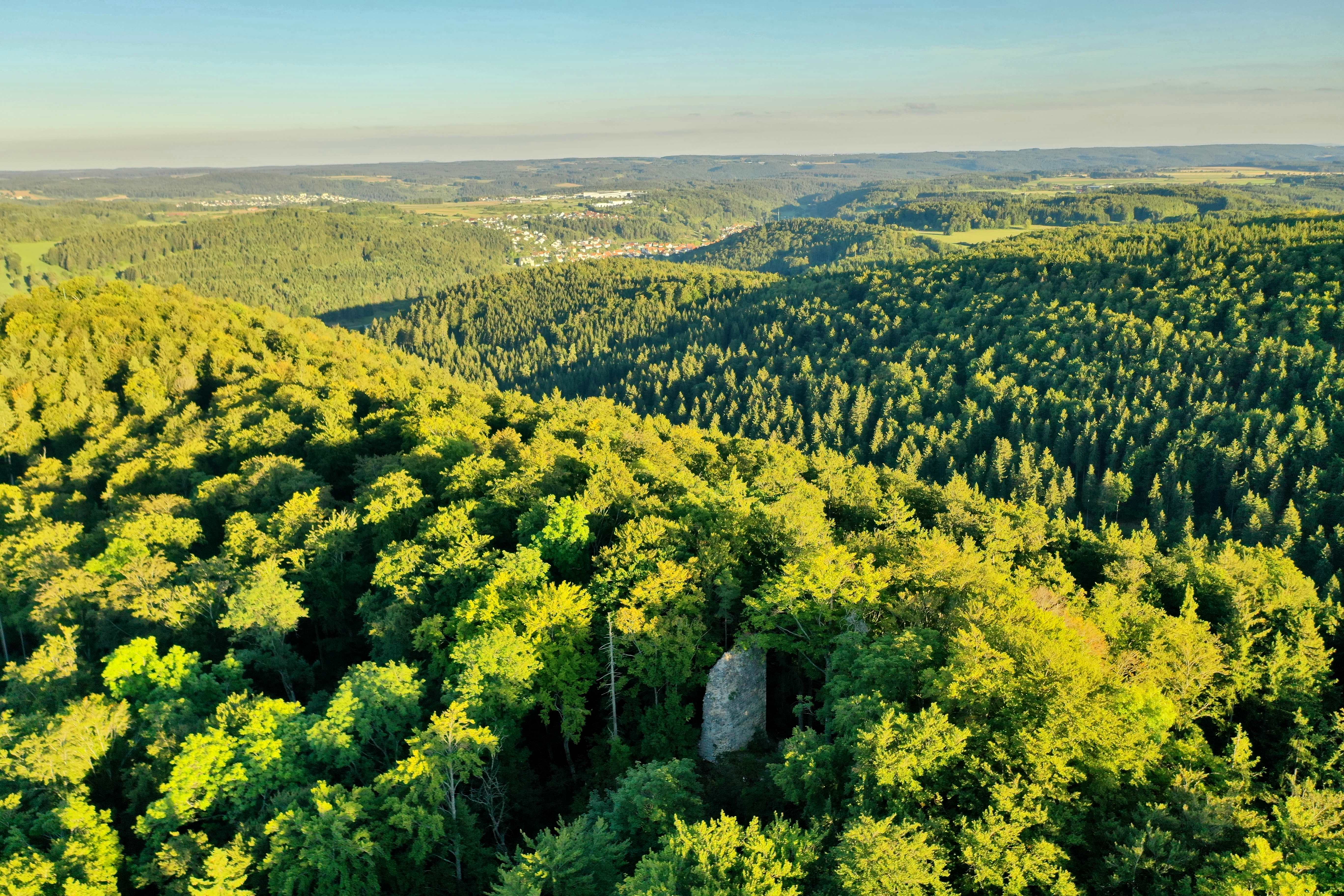
Bergfried der Ruine Hinterlichtenstein von Nordwesten, Luftbild.

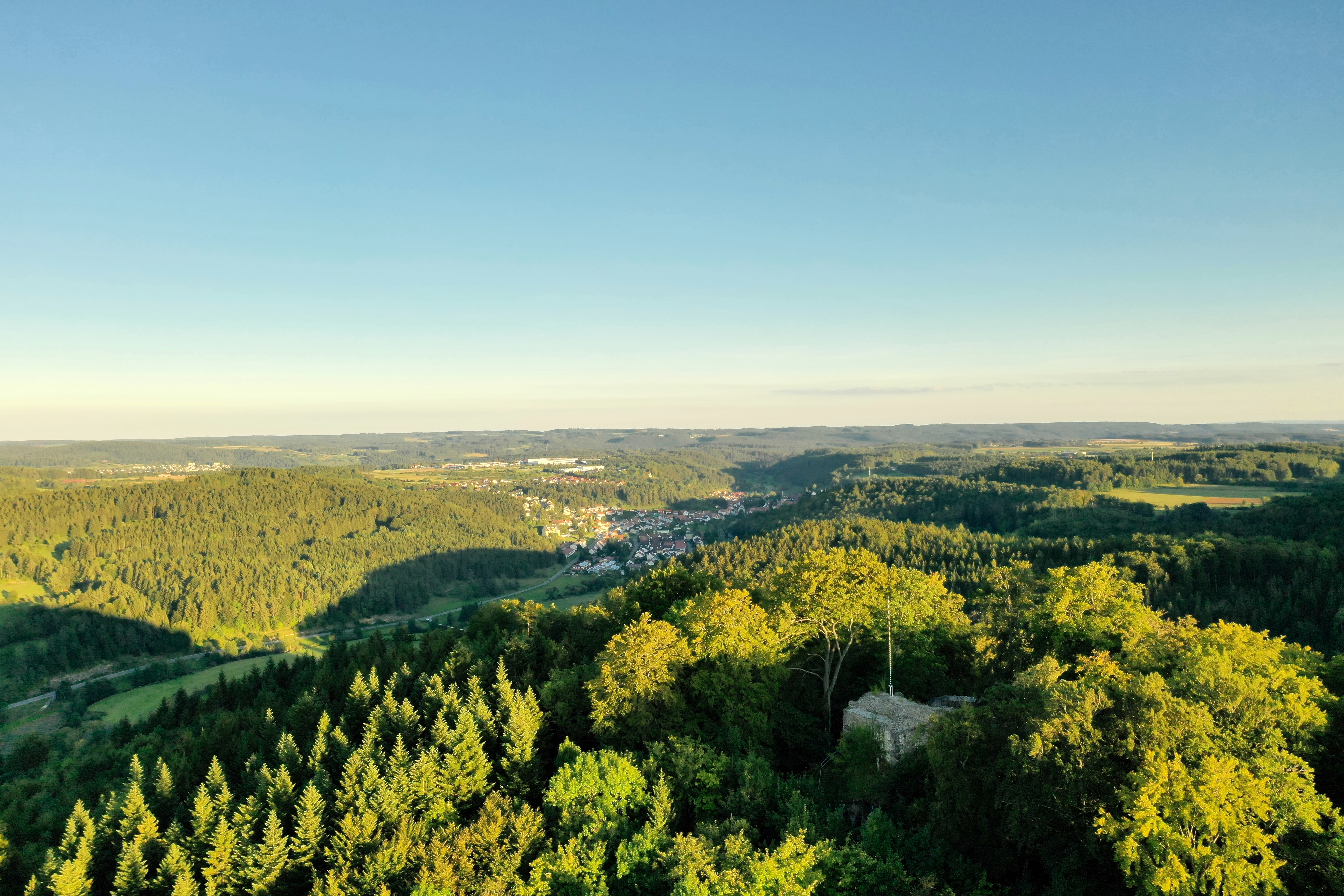
Ruine Vorderlichtenstein von Nordwesten, Luftbild.

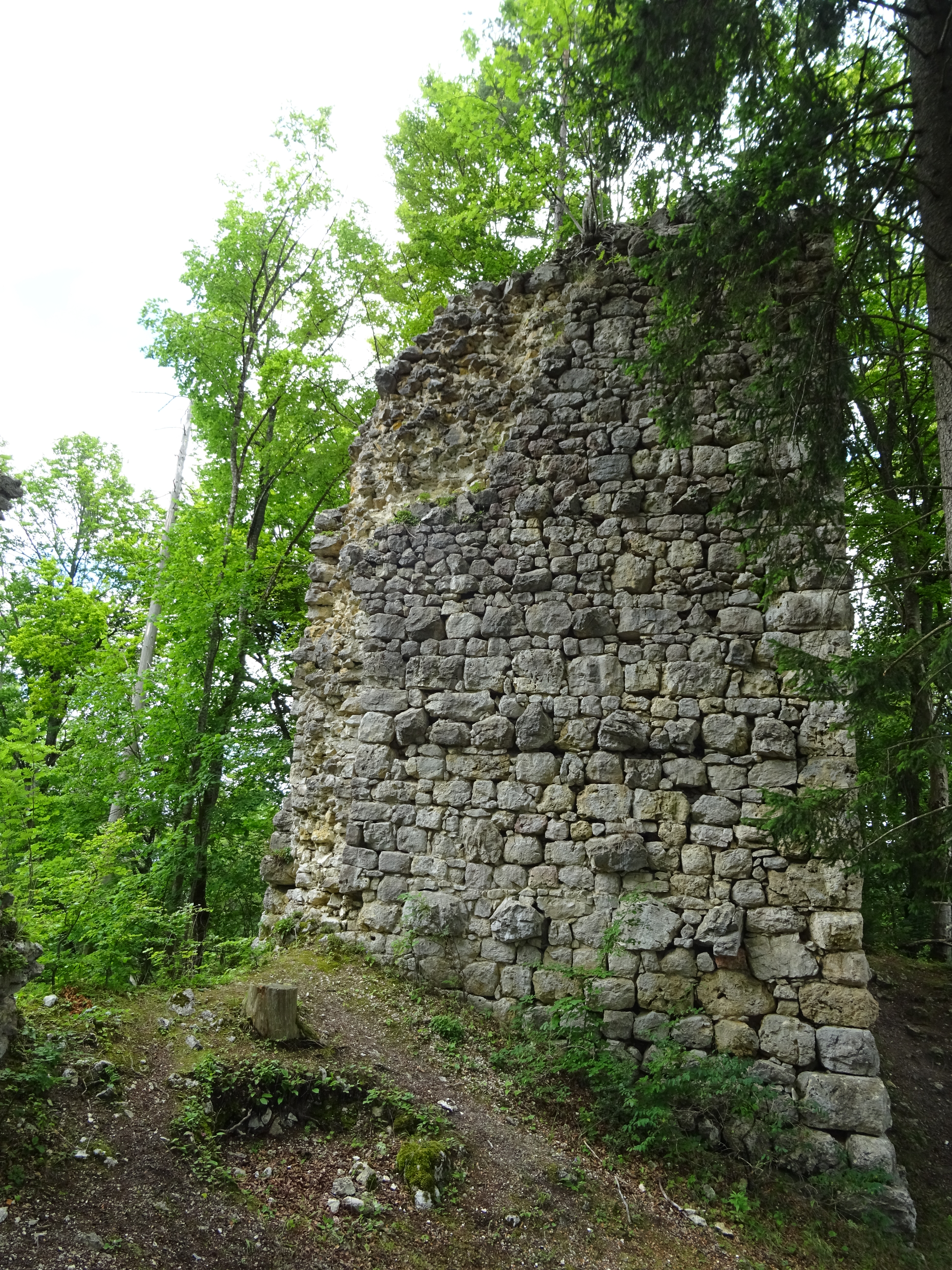
Ruine Hinterlichtenstein, Bergfried aus der Burg heraus gesehen

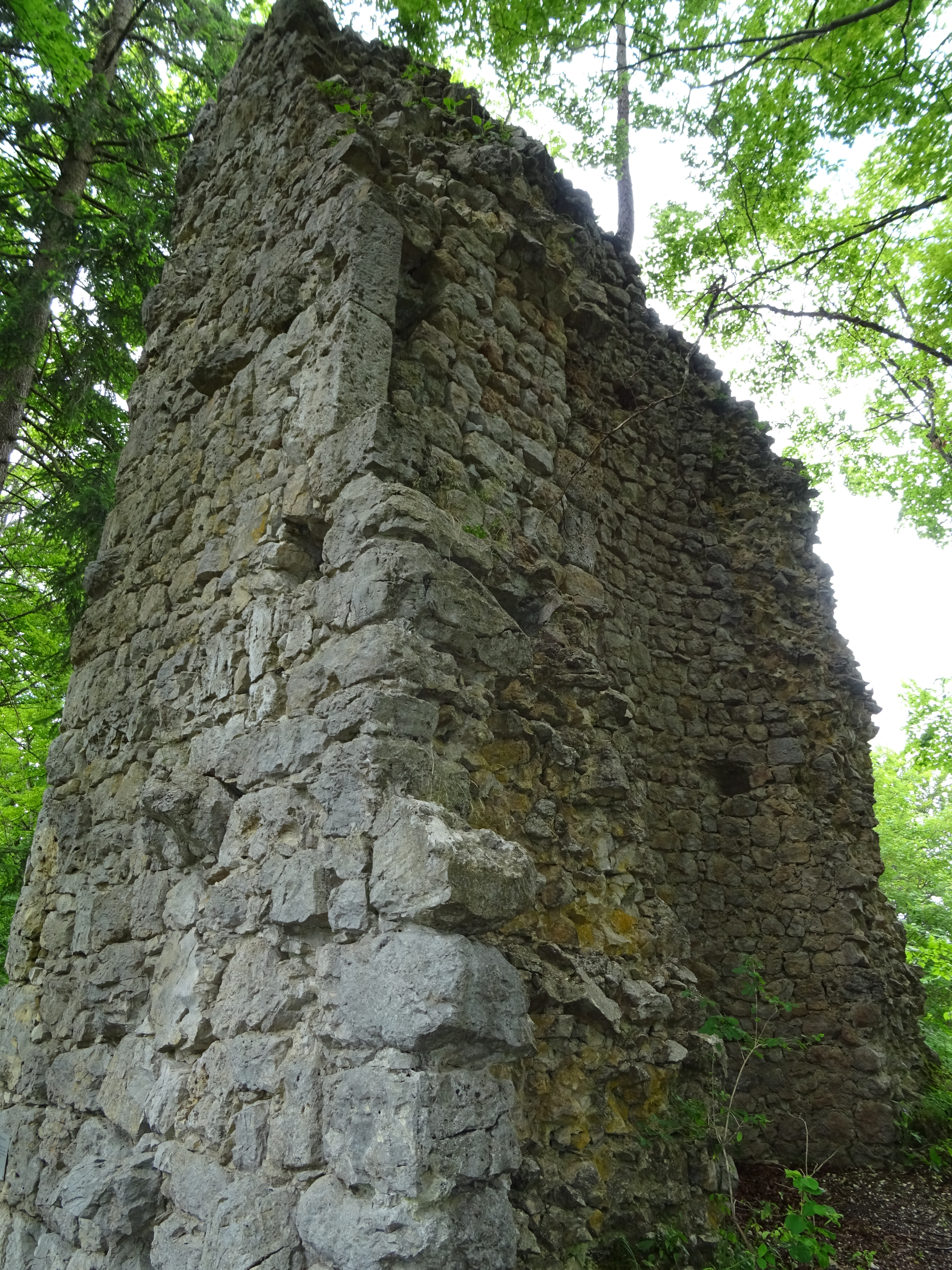
Ruine Hinterlichtenstein, Bergfried mit Blick ins innere

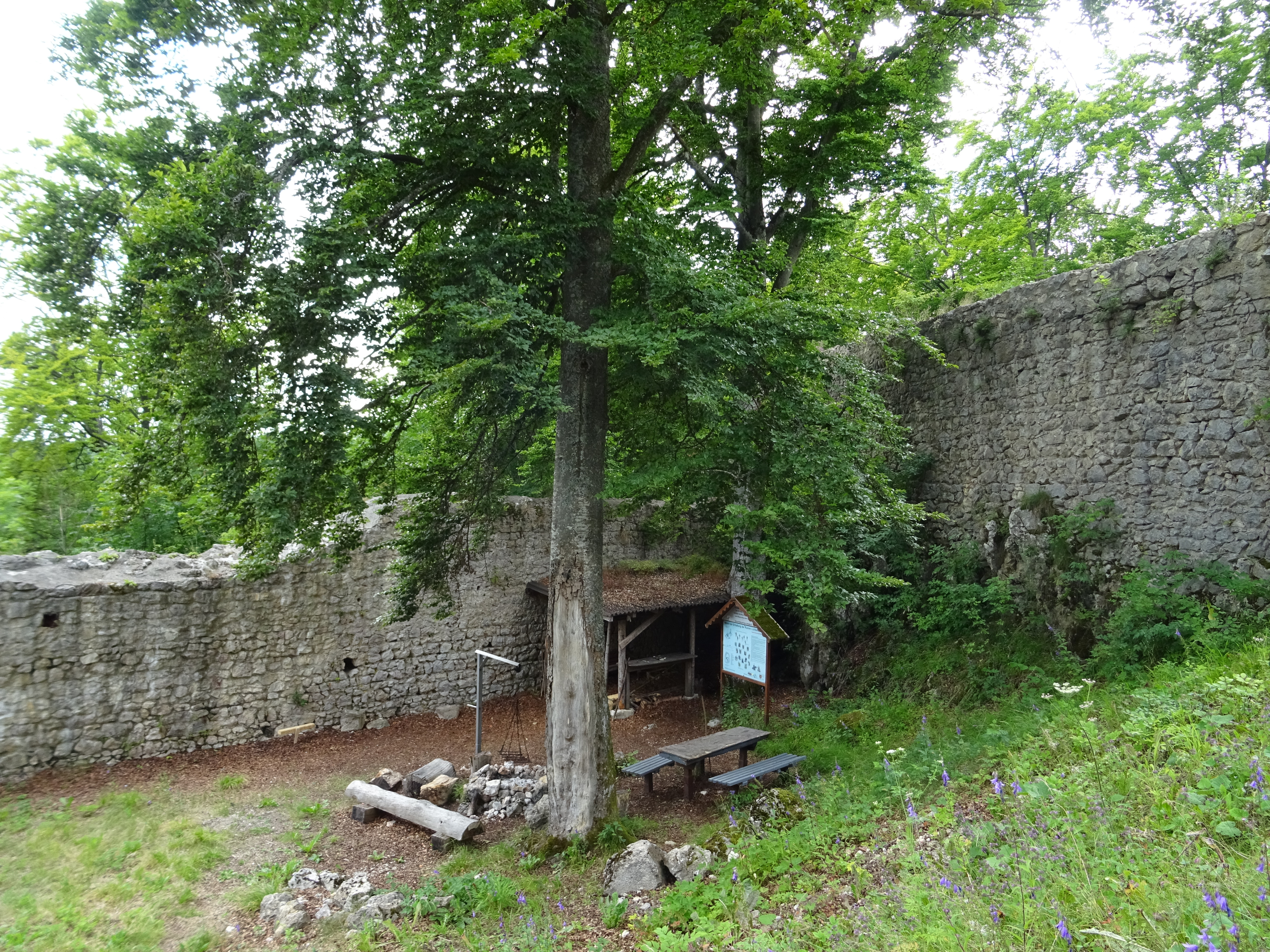
Ruine Vorderlichtenstein, Burghof mit Grillstelle

### Burg Vorderlichtenstein
Die frei zugängliche Ruine der aus der zweiten Hälfte des 12. Jahrhunderts stammenden Burg Vorderlichtenstein ist durch ihren polygonalen Grundriss gekennzeichnet. Die Kernburg selbst liegt auf einem Felsen, ein wenig darunter die östliche und die westliche Vorburg.
Die östliche Vorburg der Anlage wurde durch einen bogenförmigen Wall mit anschließendem Graben (Östlicher Graben) geschützt.
Aus Westen, von der Hinterlichtenstein her kommend, erfolgt der ansteigende Zugang zum westlichen Vorhof vorbei an einem sich rechts anschließenden Wall. Der Aufstieg zur Kernburg führt über einen schmalen Felssims durch das einstige Tor in der Umfassungsmauer. Im kleinen Burghof der Kernburg findet sich in der südöstlichen Ecke die mögliche Lage der Zisterne und im Südwesten die mögliche Lage des Palas. Der viereckige Bergfried steht noch einmal ein paar Meter höher als der Burghof. Er hat eine quadratische Grundfläche von 8,5 × 8,5 Meter.
Der Zwinger war gegen den westlichen Vorhof durch den bereits erwähnten Wall und einen breiten Graben gesichert, dessen Auswurf sich deutlich im Südteil der Anlage abzeichnet. Der Zwinger konnte über den östlichen Vorhof betreten werden.
Die Ringmauer hat eine Stärke von 1,6 Meter, die der Schildmauer beträgt 2,2 Meter. Zudem ist von der Burg noch eine maximal 6 Meter hohe Mantelmauer erhalten.

## Geschichte
Die Geschichte der Vorder- und Hinterlichtenstein ist stark mit der Geschichte von Neufra verbunden. Sie war Herrschaftssitz der Herren von Lichtenstein. Ihre Residenz auf der heutigen Burgruine Lichtenstein ist zumindest in den Jahren von 1332 bis 1447 bezeugt.
Eine erste urkundliche Erwähnung Neufras als Nufiron, Besitzung der Grafen von Gammertingen, ist aus dem Jahr 1138 in der Chronik Bertholds von Zwiefalten. Stammväter der Lichtensteiner könnten die Brüder Heinrich und Milo sein, die von einem Zwiefalter Chronisten um 1140 als adlige Dienstleute des Grafen Ulrich von Gammertingen bezeichnet wurden.
Die Entstehung der Burg Vorderlichtenstein wird in die Zeit um 1150 bis 1180 datiert.

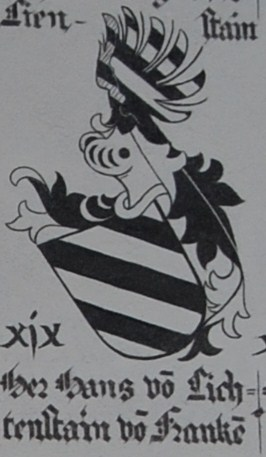
Hans von Lichtenstein

Im Jahr 1182 erfolgte die erstmalige Erwähnung der Herren von Lichtenstein in Neufra. Es wird ein Gerhard von Lichtenstein, als Dienstmann (Ministeriale) des Markgrafen Heinrich von Ronsberg, den Erben der Grafen von Gammertingen, erwähnt, welcher Güter in Altingen bei Herrenberg dem Kloster Ottobeuren schenkt. Markgraf Heinrich von Ronsperg kam über die Erbtochter Udilhild von Gammertingen in den Besitz der Herrschaft. Seine Gemahlin ist Adelheid von Achalm-Gammertingen.
Die Entstehung der Burg Hinterlichtenstein wird um 1200 datiert.
Zu den beiden Burgen in Neufra gehörte ein relativ großer Besitz: Der abgegangene Weiler Unterlichtenstein, das Dorf Bitz, Güter und das Gericht in Mägerkingen und Hausen a. L. Unterhalb der Burgen lag auch ein Fischweiher, das „Seelein unter Lichtenstein“, welcher im 16. Jahrhundert aufgegeben wurde.
Nach dem Aussterben der Ronsperger wurden die Lichtensteiner Dienstleute der Grafen von Württemberg. Zwischen den Ronspergern und Württemberger war noch kurz ein Graf Ulrich I. von Berg (bei Ehingen, circa 1160–1210) im Besitz der Herrschaft. Dieser war mit einer Tochter des Grafen von Ronsperg namens Udilhild verheiratet.
Der schon erwähnte Gebhard von Lichtenstein war vermutlich der Vater oder Großvater der Brüder Gero, Gebhard, Swenger und Ludwig von Lichtenstein, die 1243 genannt wurden. Einer dieser Brüder (oder ein Nachkomme) hat wohl die Burg Lichtenstein (nicht die heutige Burg) bei Honau erbaut. Diese wurde jeweils um 1310 und 1377 von den Reutlingern zerstört.
Ein Heinrich von Lichtenstein wird 1251, ein Ludwig von Lichtenstein 1262 erwähnt. In derselben Urkunde wird auch ein Gero von Lichtenstein, Sohn des Swenger von Lichtenstein, erwähnt. Zu spärlich sind die Nachrichten über die Lichtensteiner, um einen zusammenhängenden Stammbaum zu erstellen.
Im Jahr 1332 stiftete ein Swenger von Lichtenstein die Nikolauskapelle auf dem damaligen Friedhof von Neufra. Sie befindet sich in der heutigen Ortsmitte und ist im südlichen Teil der Zehntscheuer aus dem Jahre 1534 erhalten. Bei der Schlacht bei Sempach am 9. Juli 1386 fiel ein Hans von Lichtenstein. 1386 verkaufte Schweikhart der Junge, Herr von Lichtenstein das Dorf Bitz an die Stadt Ebingen. Dieser ist wohl identisch mit dem zuvor erwähnten Swenger. Je nach Datierung 1392 oder 1396 ist ein Swenger von Lichtenstein Siegler in einer Verkaufsurkunde für die Heiligenpfleger Auberlin Frech und Kun Eberhards Sohn zu Melchingen.
Im 14. bis 15. Jahrhundert kam es zum Abgang des Weilers Unterlichtenstein.
Aus dem Jahr 1407 wird ein Hans von Lichtenstein als Eigentümer der Vorderlichtenstein und halb Neufra genannt. Heinrich von Rechberg besitzt eine Hälfte der Hinterlichtenstein, die er von seinem Onkel Graf Wölflin von Veringen geerbt hat. Hierzu im Widerspruch ist die aus dem Jahr 1411 bekannte Verpfändung. Graf Eberhard von Württemberg verpfändet Heinrich von Rechberg zu Hohenrechberg für 1000 Gulden die Burg Vorderlichtenstein, jeweils die Hälfte der Burg Hinterlichtenstein, Neufra und Mägerkingen.
Bekannt ist jedoch, dass 1420 ein Wolf von Lichtenstein die zweite Hälfte der Burg Hinterlichtenstein besitzt. Seit der ersten Hälfte des 15. Jahrhunderts gab es in der Gegend keine Lichtensteiner mehr. Wahrscheinlich sind sie nach dem Verkauf ihrer Besitzungen weggezogen, möglicherweise ist auch die eine oder andere Linie ausgestorben. Auch in Reutlingen selbst gab es Lichtensteiner. Am längsten überlebte die Linie der Neckarhauser Lichtensteiner. Ein Fähnrich Anton von Lichtenstein fiel als letzter seiner Familie 1688 in Oberungarn.
Bei der Landesteilung 1442 kommen die Vorderlichtenstein und halb Hinterlichtenstein an Graf Ludwig I. von Württemberg. Im Jahre 1447 verkauft Hans von Rechberg zu Hohenrechberg seine Hälfte an der bereits als „Burgstall“ bezeichneten Hinterlichtenstein für 18500 Gulden an Graf Ulrich von Württemberg, Bruder des Ludwig von Württemberg. Sie durfte also schon zu dieser Zeit nicht mehr bewohnt gewesen sein.
Württemberg ist 1454 wieder in Besitz von Vorderlichtenstein und halb Hinterlichtenstein. Zu Vorderlichtenstein gehörten damals das Gericht von Mägerkingen und Hausen. 1457 bewohnte Benz von Hausen, württembergischer Burgvogt, die Burg Vorderlichtenstein.
Im Jahr 1468 verkauft Graf Ulrich von Württemberg die Herrschaft Gammertingen mit Neufra an Hans und Konrad von Bubenhofen. Mit dem Erwerb der Herrschaft Gammertingen war die Herrschaft Gammertingen-Hettingen und eine Hälfte von Hinterlichtenstein eingeschlossen.
Aus dem Jahr 1474 kommt es je nach Quelle zu einem weiteren Widerspruch, so soll Graf Ulrich von Württemberg seinem Landhofmeister Hans Caspar von Bubenhofen die Vorderlichtenstein und den halben Hinterlichtenstein verkauft haben. Jedoch soll Graf Eberhard der Ältere von Württemberg den „Burgstall“ Vorderlichtenstein und die andere Hälfte von Hinterlichtenstein seinem Landhofmeister Hans Caspar von Bubenhofen als Lehen übergeben haben. Der Vorderlichtenstein durfte also zu dieser Zeit auch nicht mehr bewohnt gewesen sein. Hans Caspar von Bubenhofen verkauft 1507 das Lehen, die Herrschaft Gammertingen-Hettingen mit Neufra an seine Gläubiger. 1524 überlassen diese die Vorder- und Hinterlichtenstein dem württembergischen Obervogt von Urach Dietrich von Speth von Zwiefalten.
Im Jahr 1534 besetzt Ulrich von Württemberg die mit ihm verfeindete Herrschaft Gammertingen und führt die Reformation ein. 1547 kommt es zur Vertreibung der Württemberger und Beginn der Rekatholisierung.
Zwischen 1632 und 1639 kommen für Neufra die schlimmsten Jahre des Dreißigjährigen Kriegs mit Plünderungen, Hunger, Pest und Einquartierungen einer schwedischen Besatzung. Diese wurden 1632 von Ortsfremden überfallen, wofür die Bewohner des Dorfes büßen mussten. 1635 wütete die Pest in Neufra, ihr fallen unter anderem auch die beiden Ortspfarrer zum Opfer.
1690 lässt Hans Dietrich von Speth das „Schlössle“ als Residenz bauen.
1827 geht die Besitzung Vorder- und Hinterlichtenstein an das Fürstentum Hohenzollern-Sigmaringen über.
Im Jahr 1996 wurde das Geländedenkmal Burgruine Vorderlichtenstein vom Landesdenkmalamt topographisch aufgenommen.

## Verein zum Erhalt der Ruine Lichtenstein e.V.
Im Jahre 1996 gründeten 44 Bürger aus Neufra den Verein zum Erhalt der Ruine Lichtenstein e.V. Begonnen wurden die Renovierungsarbeiten mit der Instandsetzung der Südwestecke der Mauer, um anschließend die einsturzgefährdete Südmauer wieder zu befestigen. Dabei hatten die ehrenamtlichen Restauratoren historische Baumaterialien zu verwenden, Mauerwerk aus Feldsteinen und als Bindemittel ungelöschten Kalk. Vom Landesdenkmalamt Baden-Württemberg wird die Arbeit begleitet.
Der Verein hat ca. 50 Mitglieder, die bei gutem Wetter fast jede Woche einmal an der Ruine arbeiteten. Der Verein war bei den aufwändigen Arbeiten auf Zuschüsse aus Landesmitteln und des Denkmalamtes angewiesen. Die Sanierung/Restaurierung von Vorderlichtenstein ist seit Mitte Oktober 2010 abgeschlossen. Insgesamt wurden 14.000 Stunden ehrenamtliche Arbeit geleistet und etwa 100 Tonnen Mörtel verarbeitet, um die Burg wieder zu einem attraktiven Wanderziel zu machen.

## Trivia
In Anlehnung an die Geschichte der Herren von Lichtenstein wurden am 31. August 1984 die „Burgnarren“ gegründet. Die Narrenfiguren greifen den in früheren Zeiten in der Bevölkerung vorherrschenden Aberglauben bezüglich der Burggeister auf, der dazu führte, dass sich lange Zeit niemand traute, den „Burgstall“ zu betreten.
Das Wappen der Herren von Lichtenstein zeigt einen silbernen Flügel auf blauem Grund. Es bildet heute einen Teil des Gemeindewappens von Neufra.